# Vajda János (költő)
Vajda János (Pest, 1827. május 7. – Budapest, Erzsébetváros, 1897. január 17.) a márciusi ifjak egyike, magyar költő, hírlapíró, műfordító, a Kisfaludy Társaság rendes tagja. Írói, publicista álnevei: Arisztidesz, Quintus, Homonnai Béla; vadászírói álneve: Cserszilvásy Ákos.

## Életpályája

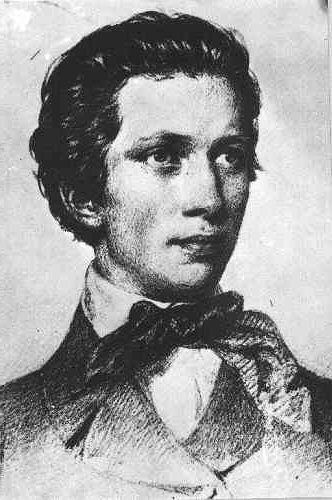
Vajda János fiatalkori arcképe

Édesapja, Vajda Endre 1828-tól a váli uradalmi birtok főerdésze lett, így ide költöztette családját. Édesanyja Veleczky Lídia. Vajda költészetében később rendszeresen visszatérő motívumként jelentkezett a váli erdészlak mint a gondtalan, boldog élet szimbóluma.
A középiskolát 1837-ben a székesfehérvári ciszterci gimnáziumban kezdte. Ezután Pestre került, ahol nagybátyjánál, Vajda Péter írónál, a korszak neves panteista művészénél lakott, és pesti piarista gimnáziumban tanult. 1840 és 1842 között eminens diákként végezte el a 4. grammatikai és az 1. humanista osztályt, de magasabb iskolai végzettséget nem szerzett.
Ezekben az időkben már próbálkozott a versírással, Petőfit tekintette példaképének, ezért is vonzotta a vándorszínészi pálya. Hét hónapig járta az országot, de 1846 nyarán felhagyott a színészi pályával. Ekkor Alcsútra került (ma Fejér vármegyében található település), ahol gazdatiszti gyakornokként dolgozott József főherceg mintauradalmában.
1848-ban a Pilvax törzsvendégeként részt vett a pesti forradalomban, augusztusban önként jelentkezett honvédnek. A hadi szolgálatot közlegényként kezdte, és a hadnagyi rangig jutott el. A délvidéki fronton harcolt, de két hosszú betegsége távol tartotta a nagyobb csatáktól.
A szabadságharc bukása után néhány hónapig szüleinél, a váli birtokon húzta meg magát, majd ezután – mint volt honvédtisztet – besorozták az osztrák császári hadseregbe és közel egy évig közlegényként szolgált az olaszországi Padovában. 1850 végén bocsátották el.
1850 után Kiskunhalasra, majd más kiskunsági településekre, később Szegedre, majd Budára került mint földbecslő hivatalnok. Ezután ismét Pestre ment, és különböző lapoknál dolgozott újságíróként. Politikailag teljesen elszigetelődött. Világos után úgy gondolta, hogy az újabb forradalom kivitelezése már lehetetlen, ezért a 48-as eszmék árulójának kiáltották ki, és szinte teljesen kiközösítették.
1859-ben adta közre Cserszilvásy Ákos álnéven A vadászat mestere című vadászati témájú szakkönyvét, amely (átdolgozott formában) életében még két alkalommal jelent meg.
Megélhetése is veszélybe került, így 1863-ban elhagyta az országot. Pártfogói Bécsben találtak számára jelentéktelen irodai munkát.
Miután 1866-ban visszatért Pestre, ismét újságíróként dolgozott. Megélhetését nehezítette, hogy ismét szembekerült a domináns politikai irányvonallal, ezúttal a Deák-féle párttal. Nem támogatta a kiegyezést.
Idős korában, 1880-ban megnősült. Az akkor 19 éves Bartos Rozáliát (1860–1933) vette feleségül. Fény derült felesége múltjára (aki szolgálóként dolgozott korábban, teherbe esett, és egy fiút szült, de ezt eltitkolta férje elől), ezért kétévi házasság után kiutasította házából.

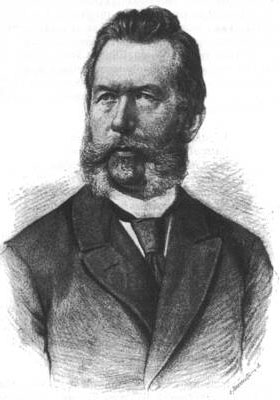
Vajda János arcképe

Ezután élete végéig szegényen és szinte teljes magányban élt. Gyomor- és bélhurut kínozta, amit a rendszeres gyógykezelés ellenére is nehezen tűrt.

## Költészete
Vajda életműve sokoldalú, gazdag. Számunkra legjelentősebb a költészete. Vajda keserűségének egyik oka az volt, hogy kenyérgondjai újságírói robotra kényszerítették, elvonták a lírától, s hogy verseit értetlenség, közöny fogadta. Mindez, ami annak idején idegenkedést kelthetett, ma legfőbb erényének bizonyul.
Közéleti, s még erőteljesebben szerelmi, természeti, filozófiai költészete élesen eltér korának uralkodó ízlésétől. A valláserkölcsi megfontolások idején megteremtette a felfokozott érzéki vágy líráját; az egzaltációig (hevesség, szenvedélyesség) merészkedett, álmokat, látomásokat festett. Feltárja útkeresését a keresztény, pozitivista, materialista, panteista felfogások között, s mindezeken túllépve, vívódva végző kételyeivel. Nyelve, képei eredeti személyiségre vallanak, aki vállalta a túlzást, a szélsőséges megfogalmazást, nagyarányúságot. A romantika eszközeit úgy alkalmazta, hogy egyéni világa már a szimbolizmus előfutárának bizonyult. Ady joggal látta benne elődjét.
Az 1850-es évektől kezdve sorsa az ún. kiátkozott költők kelet-európai típusával egyezik (a lengyel Norwid, a román Eminescu), akik az átmeneti időszakban – melyet a polgárosodás és a régi eszmékhez való hűség egyszerre jellemez – nem találják helyüket. Az 1850-es évektől a magyar kultúrában a népnemzeti iskola esztétikai törekvései és uralma jellemző, s az ettől való eltérés nem csupán művészi-esztétikai, hanem egzisztenciális következményeket is maga után vont. Az ettől a platformtól eltérő költők légüres térbe kerültek, s ennek ellenhatásaként tudatosan irritálták környezetüket, a magánéletbe menekültek, de ott is csak a semmit, a hiányt tapasztalták.
Vajda az átmenet költője a magyar lírában. Eszmei értelemben a Petőfi-féle polgári radikalizmus következetes hirdetője, a személyesség szintjén a schopenhaueri életfájdalom megfogalmazója. Átéli a 19. század második fele centrumnélküliségének következményeit, és többnyire jelentős művészi szinten tolmácsolja is azt. Stilisztikai-poétikai szinten a Petőfi-féle népdal egyszerűségétől jut el a szimbolisztikus-allegorikus ábrázolásig („Híd Petőfi és Ady között”).
Szerelmi költészetének meghatározó részét a Kratochwill Zsuzsannához / Ginához (1837–1910) írt két ciklus (Szerelem átka ciklus 1854; Gina emléke ciklus 1856), illetve a visszaemlékezés költeményei teszik ki (A kárhozat helyén 1872; Húsz év múlva 1876; A feledhetetlenhöz 1882; Harminc év után 1892).
A Húsz év múlva a lírai életmű reprezentatív darabja, Ady Montblanc-embernek nevezte Vajdát. A metaforát, amely szervezi a verset, Vajda Schopenhauertől vette, akinél az én fájdalmának, magáramaradottságának kifejezője. A jelentés- és szövegkohéziót biztosító kép sajátos átmenetet mutat az allegória és a szimbólum között. Az allegória sajátosságait mutatja, hogy a hasonlatot végigviszi az egész versen és egyúttal föl is fejti értelmét. Ezzel együtt is a Mont Blanc-kép megőriz valamit a szimbólumok titokzatosságából, többértelműségéből. A négy versszak harmonikusan elrendezve, de ellentétes kötőszóval tükröztetve adja a szerkezetet. A szerelem már elszakadt a konkrét életrajzi mozzanatoktól, a megszépítő messzeség adja értékét, kapcsolódva az ifjúság képzetéhez is.
A Harminc év után esztétikai hitelét is rontja a kiosztott szerepek és értékrend egyértelműsége, a nézőpont magabiztossága, az ítélkezés fölénye. A személyes élménytől csak az utolsó versszakban, annak is utolsó két sorában tud elszakadni, amikor a legősibb költői eszközöket újszerűen felhasználva általános szintre emeli saját fájdalmát.
Politikai-közéleti művei közül az Önbírálat és a Polgárosodás, az Aristides álnéven írt két röpirata ellenbírálatok sokaságát váltotta ki. Vajda a radikális polgárosodás programjával lép föl, az „európai polgárosodó művelődés” elsődlegességét hirdeti. A politikai önállóság ehhez képest másodlagos, illetve ennek függvénye. Szerinte ki kell lépni a nemzeti elszigeteltségből, az Ausztriával való kapcsolat geopolitikai tény, s e szükségből kell erényt kovácsolni. 1878-ban jelent meg Hitágazatai című röpirata, mely szerint a németellenesség meghasonít bennünket az európai civilizációval.
A szabadságharc időszakában íródtak buzdító dalai: A honárulókhoz (1848); Éljen a köztársaság! (1849). Bach-korszak jelentős műve A virrasztók (1857). Vajda az allegóriában a költők, írástudók felelősségét hirdeti, az egyre fogyó remény, a múlt feledése időszakában. Az allegória jellegének megfelelően a képi oldal egyértelműen fölfejthető; a halott a nemzet, a virrasztók a költők, bár a következetes végigvitel néhány ponton zavaros.
A Credo (1888) című programvers a magyar közéleti költészet jellegzetes megszólalási sémáját használja, a feltételes-alárendelő szerkezetet. Vajda Széchenyit idézve a radikális polgárosodás feltételeit sorolja, szembeállítva a jelent az elérendő jövővel.
Filozofikus költészetéből a Sirámok I. (1853) sokat megőriz a népköltészet forma- és motívumkincséből, s Vajda képes az ősi költői eszközökkel a bizonytalanság, a kimondhatatlan félelem általános világérzetét megfogalmazni.

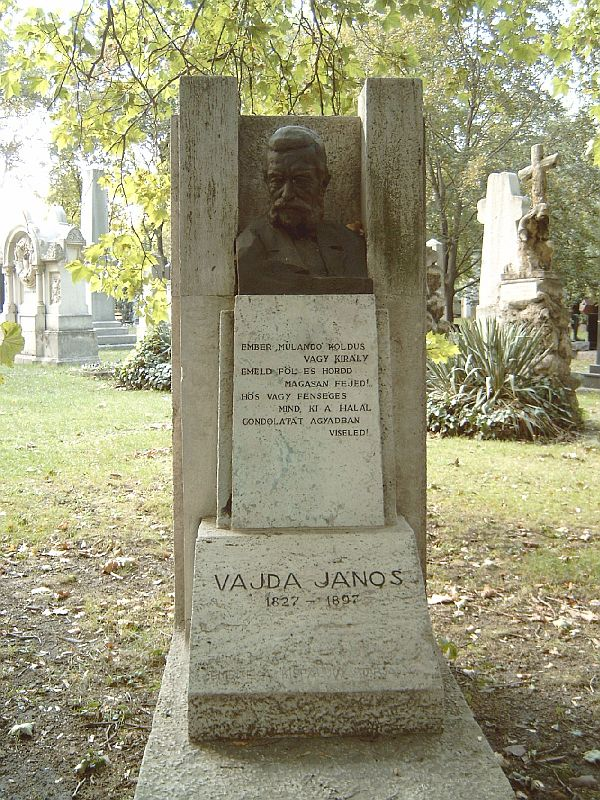
Vajda János sírja Budapesten. Kerepesi temető: 34/1-1-32, Somló Sári alkotása

A vaáli erdőben (1875) filozofikus dal, a lied egyik legszebb reprezentánsa a magyar költészetben. A műfajban az egyéni érzés a kimondás pillanatában egyetemesül, bölcseleti érvényűvé válik. A névszói-igei állítmányhoz, mely feltételes módban van, főnévi igenévvel kifejezett általános alany társul. A halmozott alanyok az egyetemesítés eszközei, a hozzájuk kapcsolódó jelzők, határozók pedig konkretizálják a verset, illetve az élményt. Az élet küzdelmeiben megfáradt ember vágya fejeződik ki a megnyugvásra, a pihenésre, a végső pihenést is kifejező szerves halálra.
Az üstökös (1882) a 19. század második fele egyik alapvető és meghatározó élményét, a meg nem értettséget, a polgári világgal való elvegyülés lehetetlenségét fejezi ki. Átvitt értelemben a művész és polgár, a művész és polgári világ antitézise fejeződik ki, s a kiválás folytán az egyediségét, felsőbbrendűségét megőrző művésznek osztozni kell a társtalanság tragikus fájdalmában is.
A Nádas tavon (1888) röviden felvázolt helyzet- ill. életképet tágít bölcseleti érvényűvé. A vers nem csupán a szubjektív idealizmus legszebb költői megszólaltatása, hanem kifejezi a századvég bizonytalanságérzetét, a dolgok megítélhetőségének lehetetlenségét.

## Újságíróként
- 1857 és 1864 között a Nővilág című hetilap szerkesztője volt.[8]
- 1861-ben a Csatár című politikai és ismeretterjesztő néplap szerkesztője[8]
- 1860 és 1865 között a Magyar Sajtó szerkesztője[8]

## Munkái
- Béla királyfi. Költői beszély; Emich Ny., Pest, 1854
- Költemények (Pest, 1856)
- Cserszilvásy Ákos: A vadászat mestere. Önképző gyakorlati útmutatás a vadászat kedvelői számára, vagyis rövid foglalatja mindazon elméleti szabályoknak, melyek megtanulása mellett a vadászatot bárki a siker gyönyörével gyakorolhatja; Landerer-Heckenast Ny., Pest, 1859
- Vészhangok (költemények, Pest, 1860)
- Polgárosodás (Arisztidesz álnéven, Pest, 1862)
- Önbírálat (Arisztidesz álnéven, Lipcse, 1862)
- Egy honvéd naplójából (Pest, 1869)
- Kisebb költemények (Pest, 1872)
- Tanulmányok a renaissance és reformatió korából (Erasmus. Morus Tamás. Melanchthon) (Írta Nisard Dezső. Ford. Vajda János, Bp., 1875)
- Újabb költemények (Budapest, 1876)
- Találkozások (Budapesti életképek versekben, Budapest, 1877)
- Quintus: Hitágozatok; Athenaeum Ny., Bp., 1878
- A vadászat mestere. Önképző gyakorlati útmutatás a vadászat kedvelői számára…; saját és egy ötven éves vadász tapasztalataiból, s jeles kútfők nyomán írta Cserszilvásy Ákos; 3., átdolg., bőv. kiad.; Franklin, Bp., 1880
- Összes költeményei (I–II., Bp., 1881)
- Magyar birodalmi politika; írta P-i Z-th A-l.; Aigner, Bp., 1881
- Vajda János elbeszélő költeményei; Aigner, Bp., 1882 (Nemzeti könyvtár)
- Homonnai Béla: Elbeszélések; Franklin, Bp., 1881
- Dal és beszély. Újabb lyrai költemények; Révai, Bp., 1884
- Költemények; Révai, Bp., 1887 (Vajda János Újabb munkái)
- Próza; Révai, Bp., 1887 (Vajda jános Újabb munkái)
- Költemények 1887–1893 (Bp., 1892)
- Költeményei (I – II., Bp., 1895)
- Cserszilvásy Ákos: A vadászat mestere. Önképző gyakorlati útmutatás a vadászat kedvelői számára…; 4., átdolg., bőv. kiad.; Franklin, Bp., 1896 (hasonmásban: Mezőgazdasági Kiadó, 1987)
- Magyarság és nemzeti önérzet. Kóros áramok (Bp., 1896);
- A jó egészség és hosszú élet titka. Arany tanácsok és szabályok a testi-lelki erő és egészség fönntartására; versbe szedte Vajda János; Méhner, Bp., 1898 (Jó könyvek)
- Vajda János kisebb költeményei; sajtó alá rend., bev. Endrődi Sándor; Franklin, Bp., 1903 (Magyar remekírók)
- Büszkének; Rózsa Ny., Bp., 1909
- Összes művei (sajtó alá rendezte Kozocsa Sándor, Bp., 1940)
- Vajda János válogatott művei (Sajtó alá rendezte Komlós Aladár, Bp. 1951)
- Válogatott politikai írásai (Összeállította és bevezette Komlós Aladár, Bp., 1954)
- Vajda János Összes versei (Sajtó alá rendezte és bevezette Kozocsa Sándor, Bp., 1955)
- Vajda János levelei Milkó Izidorhoz; tan. Scheiber Sándor, Zsoldos Jenő; Akadémiai, Bp., 1958 (Irodalomtörténeti füzetek)
- Egy honvéd naplójából; előszó, jegyz. Szigethy Gábor; Magvető, Bp., 1981 (Gondolkodó magyarok)
- Összes műveinek kritikai kiadása (1969–1982) Berta János gondozásában jelent meg